# X'unaxi
 (juillet 2020).
X'unaxi est un site archéologique américain à Juneau, en Alaska. Inscrit au Registre national des lieux historiques depuis le 7 juillet 2016, le site se trouve à proximité de bureaux du National Park Service administrant le parc national de Glacier Bay.